# Handelsakademie Linz
Die Handelsakademie Linz ist die älteste Handelsakademie (HAK) Oberösterreichs und eine der ältesten Österreichs. Die 1882 eröffnete berufsbildende höhere Schule (BHS) war die vierte Handelsakademie der österreichisch-ungarischen Monarchie und bis 1954 die einzige Handelsakademie in Oberösterreich.

## Geschichte
Die Handelsakademie Linz wurde am 1. Oktober 1882 als vierte Handelsakademie in der österreichisch-ungarischen Monarchie (nach Prag 1856, Wien 1857 und Graz 1863) in der Hofgasse 23/Tummelplatz 14 in der Linzer Altstadt eröffnet, nachdem das Linzer Handelsgremium die Errichtung einer Handelsakademie beschlossen und das damalige k.k. Ministerium für Kultus und Unterricht das Organisationsstatut genehmigt hatte.
Es ist damit die älteste HAK im heutigen Oberösterreich. Seit 1901 befindet sich die Handelsakademie Linz in dem denkmalgeschützten Haus in der Rudigierstraße 4–6. Der wohl bekannteste Schüler vor dem Ersten Weltkrieg war der bedeutende österreichische Lyriker Rainer Maria Rilke, der von 1891 bis 1892 die Handelsakademie in Linz besuchte.
Seit 1909 ist der HAK auch eine Handelsschule (HAS) für Mädchen angeschlossen, die ohne Matura abgeschlossen wird und drei Jahre dauert. 1919 kam eine zweijährige HAS für Knaben hinzu. 1921 wurde die Schule vom österreichischen Staat übernommen.
Bis zum Ende der Monarchie hatte die Schule ein Einzugsgebiet das über die Grenzen des heutigen Oberösterreichs hinausging. Zahlreiche Schüler kamen aus den benachbarten Regionen Böhmen, Salzburg und Niederösterreich.
1945 wurde der Ostteil der Schule bei alliierten Luftangriffen auf Linz stark beschädigt. Der Wiederaufbau erfolgte noch in den Sommermonaten, sodass der Unterricht im Herbst 1945 wieder aufgenommen werden konnte. Ein starker Anstieg der Schüleranzahl machte es in den 1950er-Jahren nötig, in der für ursprünglich auf 170 Schüler ausgelegten Schule auch Nachmittagsklassen zu führen. Im Schuljahr 1955/56 besuchten rund 800 Schüler die HAK und HAS. 1958 wurde das drei Etagen hohe Gebäude um ein weiteres Stockwerk erhöht. Diesem Umbau fiel auch die Statue des Merkur, dem römischen Gott des Handels, die am Dachgeschoß des historistischen Gebäudes die Fassade zierte, zum Opfer.
Bis 1954, als eine Expositur in Wels gegründet wurde, war die HAK Linz die einzige HAK Oberösterreichs. Weitere Exposituren wurden in Freistadt (1965), Rohrbach (1970), Perg, Traun und Linz-Auhof (1971) gegründet. Seither wird die Schule zur Unterscheidung von der mittlerweile schülerstärkeren zweiten HAK in Linz, der HAK Auhof, auch HAK Rudigier, nach der Straße in der sich die Schule befindet, genannt.
Im Jahre 2007 wurde das 125-jährige Bestehen gefeiert.
Im Sommer 2010 wurde mit Teilrenovierungsarbeiten begonnen. Neben Waschbecken in jedem Klassenzimmer wird auch ein Lift für behinderte Schülerinnen und Schüler eingebaut um als öffentliches Gebäude die Vorschriften zur Barrierefreiheit zu erfüllen.

## Schüler
Die Handelsakademie Linz ist historische Stammschule der 1924 gegründeten katholischen Schülerverbindung K.Ö.St.V. Siegfriedia Linz. Diese ist farbentragend, nicht schlagend und Mitglied im Mittelschüler-Kartell-Verband. Heute trifft man nur mehr wenige korporierte Schüler an. Die wenigen, die es heute noch gibt, sind jedoch bei den verschiedensten Linzer Verbindungen aktiv und gehören nicht ausschließlich der Siegfriedia an. In der langen Schulgeschichte war die Handelsakademie Stammschule bzw. wichtiges Keilgebiet für viele national-liberale und katholische Verbindungen.
Die gemeinsame Schülervertretung der Handelsakademie und der Handelsschule besteht aus dem Schulsprecher und zwei Stellvertretern.

## Schultypen und Zweige
Der Direktion der HAK Linz untersteht neben den Klassen der Handelsakademie (HAK) auch die Führung der Handelsschule (HAS), die Führung des Kollegs und der Abendschule, an der Erwachsene die HAK-Matura nachholen können.
Die Dauer des HAK-Schulbesuches beträgt fünf Jahre. Neben einer klassischen kaufmännischen Ausbildung (HAK Classic) führt die HAK folgende Zweige, die ab der dritten Klasse zu entsprechenden Schwerpunkten führen:
- HAK General Business (Classic)
- HAK Industrial Business; wirtschaftliche Ausbildung für den Industriebereich,
- HAS (Classic)
- HAS für Leistungssport; Handelsakademie in Verbindung mit sportliche Aktivitäten
- Abendschule (HAK/HAS)

## Bekannte Absolventen
Bekannte Absolventen der HAK Linz sind:
- Paul Achleitner (* 1956), Aufsichtsratsvorsitzender der Deutschen Bank
- Xhafer Belegu (1904–1962), Historiker
- Julia Furdea (* 1994), Miss Austria 2014
- Alois Gradauer (* 1942), Politiker (FPÖ)
- Georg Grünbart (1903–1987), Politiker (VdU/FPÖ/NSDAP)
- Silvia Hackl (* 1983), Miss Austria 2004
- Adalbert Krims (* 1948), Journalist
- Demeter Koko (1891–1929), Maler und Zeichner
- Daniel Leutgeb (* 2001), österreichischer Judoka
- Eckhard Oberklammer (* 1945), Bankdirektor und Person des österreichischen Genossenschaftswesens
- Rudolf Trauner senior (1918–2004), Politiker und ehemaliger Präsident der Wirtschaftskammer Oberösterreich
- Rudolf Trauner junior (1954–2024), Politiker und ehemaliger Präsident der Wirtschaftskammer Oberösterreich
- Leo Windtner (1950–2025), Generaldirektor der Energie AG und ehrenamtlicher Präsident des ÖFB

## Bekannte Lehrer
- Josef Hellauer (1871–1956), Wirtschaftswissenschaftler
- Karl Beurle (1860–1919), Politiker